# Lista siturilor arheologice din județul Timiș - O
Lista siturilor arheologice din județul Timiș - O conține toate siturile arheologice din județul Timiș înscrise în Repertoriul Arheologic Național (RAN) și aflate în localități al căror nume începe cu litera O. RAN este administrat de Ministerul Culturii și Patrimoniului Național și cuprinde date științifice, cartografice, topografice, imagini și planuri, precum și orice alte informații privitoare la zonele cu potențial arheologic, studiate sau nu, încă existente sau dispărute.
Puteți căuta un sit din localitățile care încep cu litera O folosind formularul de mai jos sau puteți naviga prin toate siturile din județ la Lista siturilor arheologice din județul Timiș.
| Cod RAN                                | Denumire | Localitate                          | Adresă    | Datare          | Descoperit | Coordonate                                    | Imagine           | Erori            |
| -------------------------------------- | --- | ----------------------------------- | --------- | --------------- | ---------- | --------------------------------------------- | ----------------- | ---------------- |
| 155635.01.01 (Cod LMI: TM-I-s-B-06074) | Tumulii din epoca bronzului de la Ofsenița - Gomila / ansamblu anonim (Categorie: descoperire funerară) (Tip: Grup de tumuli)                  | sat Ofsenița, comuna Banloc         | Gomila    | mil. II a. Chr. |            |                                               | Încărcați imagine | Raportați eroare |
| 155476.01.01 (Cod LMI: TM-I-s-B-06075) | Fortificația medievală de la Opatița - Călășturi / ansamblu anonim (Categorie: locuire) (Tip: Fortificație de pământ (biserică fortificată ?)) | sat Opatița, oraș Deta              | Călășturi |                 |            | 45°25′02″N 21°16′38″E / 45.41722°N 21.27722°E | Încărcați imagine | Raportați eroare |
| 155476.01.02 (Cod LMI: TM-I-s-B-06075) | Fortificația medievală de la Opatița - Călășturi / ansamblu anonim (Categorie: locuire) (Tip: Necropolă)                                       | sat Opatița, oraș Deta              | Călășturi | sec. XIV-XV     |            | 45°25′02″N 21°16′38″E / 45.41722°N 21.27722°E | Încărcați imagine | Raportați eroare |
| 155476.01.03 (Cod LMI: TM-I-s-B-06075) | Fortificația medievală de la Opatița - Călășturi / ansamblu anonim (Categorie: locuire) (Tip: Așezare preistorică)                             | sat Opatița, oraș Deta              | Călășturi |                 |            | 45°25′02″N 21°16′38″E / 45.41722°N 21.27722°E | Încărcați imagine | Raportați eroare |
| 156133.01.01                           | Movila de epocă necunoscută de la Ohaba-Forgaci / ansamblu anonim (Categorie: descoperire funerară) (Tip: Movilă de pământ)                    | sat Ohaba-Forgaci, comuna Boldur    |           |                 |            |                                               | Încărcați imagine | Raportați eroare |
| 157978.01.01                           | Movila de epocă necunoscută de la Ohaba Lungă - Dâlme / ansamblu anonim (Categorie: descoperire funerară) (Tip: movile)                        | sat Ohaba Lungă, comuna Ohaba Lungă | Dâlme     |                 |            |                                               | Încărcați imagine | Raportați eroare |
| 158831.01.01                           | Movilele de epocă necunoscută de la Oloșag - La Gomile / ansamblu anonim (Categorie: decoperire funerară) (Tip: movile de pământ)              | sat Oloșag, comuna Știuca           | La Gomile |                 |            |                                               | Încărcați imagine | Raportați eroare |
| 158831.03.01                           | Movilele de epocă necunoscută de la Oloșag / ansamblu anonim (Categorie: descoperire funerară) (Tip: movile de pământ)                         | sat Oloșag, comuna Știuca           |           |                 |            |                                               | Încărcați imagine | Raportați eroare |
| 155476.02.01                           | Așezarea Coțofeni de la Opatița / ansamblu anonim (Categorie: locuire) (Tip: Așezare)                                                          | sat Opatița, oraș Deta              |           | Coțofeni        |            |                                               | Încărcați imagine | Raportați eroare |
| 155476.03.01                           | Necropolele medievale de la Opatița / ansamblu anonim (Categorie: descoperire funerară) (Tip: Necropolă)                                       | sat Opatița, oraș Deta              |           | sec. VII-X      |            |                                               | Încărcați imagine | Raportați eroare |
| 155476.03.02                           | Necropolele medievale de la Opatița / ansamblu anonim (Categorie: descoperire funerară) (Tip: Necropolă)                                       | sat Opatița, oraș Deta              |           | sec. XI-XII     |            |                                               | Încărcați imagine | Raportați eroare |
| 515580.01                              | Așezarea de epoca bronzului de la Opatița / ansamblu anonim (Categorie: locuire) (Tip: Așezare)                                                | sat Opatița, oraș Deta              |           |                 |            |                                               | Încărcați imagine | Raportați eroare |
| 158029.01.01                           | Așezarea neolitică de la Orțișoara / ansamblu anonim (Categorie: locuire) (Tip: Așezare)                                                       | sat Orțișoara, comuna Orțișoara     |           |                 |            |                                               | Încărcați imagine | Raportați eroare |
| 158029.02.01                           | Necropola de epocă medievală de la Orțișoara / ansamblu anonim (Categorie: descoperire funerară) (Tip: Necropolă de inhumație)                 | sat Orțișoara, comuna Orțișoara     |           | Sec. VII-IX     |            |                                               | Încărcați imagine | Raportați eroare |